# 阿爾巴尼亞—俄羅斯關係
阿爾巴尼亞與蘇聯於1924年4月7日建交，兩國在冷戰前期均屬華沙條約组织成員。現今，阿爾巴尼亞在俄羅斯設有阿爾巴尼亞駐莫斯科大使館，俄羅斯則在阿爾巴尼亞设有俄羅斯駐地拉那大使館。
目前，兩國均為黑海經濟合作組織與歐洲安全與合作組織成員國。阿爾巴尼亞也是伊斯蘭合作組織的正式成員，俄羅斯則為該組織的觀察員國。

## 阿爾巴尼亞和俄羅斯帝國
第二次巴爾幹戰爭期間（1912年－1913年），阿爾巴尼亞人宣布阿爾巴尼亞獨立脫離奧斯曼帝國。奧匈帝國和意大利王國支持阿爾巴尼亞獨立，他們承認的原因之一是阻止俄羅斯在該地區的影響力增長。俄羅斯和法國反對阿爾巴尼亞的目標，因為他們支持塞爾維亞，並且都支持他們的巴爾幹盟友提議阿爾巴尼亞國家新邊界的領土和海岸。

## 阿爾巴尼亞與蘇聯

### 冷戰初期
蘇聯紅軍從未進入阿爾巴尼亞，因此不是蘇聯紅軍，而是阿爾巴尼亞的国内力量实现了民族解放。阿爾巴尼亞與南斯拉夫在此后，尤其是戰後早期，建立了良好關係。

### 盟友
1949年2月，阿爾巴尼亞成為共產主義集團經濟計劃協調組織經濟互助委員會 (又稱東方集團) 的成員。地拉那政府很快與波蘭人民共和國、捷克斯洛伐克、匈牙利人民共和國、羅馬尼亞社會主義共和國和蘇聯建立闗係。蘇聯和東歐技術顧問在阿爾巴尼亞定居，蘇聯還派出阿爾巴尼亞軍事顧問，在薩贊島建造了潛艇設施。在蘇南分裂之後，阿爾巴尼亞和保加利亞人民共和國 是蘇聯可以用來將物資輸送到希臘親共派手上。然而，隨著蘇聯核武器技術的發展，阿爾巴尼亞對蘇聯的戰略價值逐漸縮小。

### 共產主義陣營的裂痕
在中苏交恶期间，阿尔巴尼亚支持中華人民共和國。这使他们被孤立于苏联领导层之外，并开始了苏阿决裂。
在1961年10月苏联共产党第二十二次代表大会上，蘇聯和中國代表在阿爾巴尼亞問題上進一步激烈交鋒之後，蘇聯總理 尼基塔·赫魯曉夫 痛斥阿爾巴尼亞人處決了一名在阿爾巴尼亞工黨的政治局中的懷孕的親苏人员。蘇聯最终在12月與阿爾巴尼亞斷絕外交關係。 莫斯科隨後將所有蘇聯經濟顧問和技術人員撤出該國，包括在文化宮工作的人員，并停止了为已在阿尔巴尼亚安装的设备运送物资和备件。 此外，蘇聯繼續拆除其在薩贊島上的海軍設施，這一過程甚至在兩國關係破裂之前就已經開始了。
分裂導致蘇聯失去了在阿爾巴尼亞南部和地中海最大的海軍基地 Pasha Liman Base 。

## 阿爾巴尼亞和俄羅斯聯邦
1990年阿爾巴尼亞與蘇聯重新建立外交關係，兩國重新設置大使館，不過隨著俄羅斯於科索沃獨立戰爭表態支持塞爾維亞政府，兩國短暫關係回暖期就此結束。俄羅斯政府指責阿爾巴尼亞支援科索沃的阿族（科索沃解放軍）激進獨立份子，而阿爾巴尼亞政府則對此言論強烈不滿，阿爾巴尼亞政府認為俄羅斯政府應該尊重科索沃人民意願。
踏入2000年後，尤其自2008年2月科索沃獨立後，阿俄兩國關係更為冷淡，俄羅斯經常將阿爾巴尼亞形容為歐洲洗黑錢和貪污之地，阿爾巴尼亞政府則以強烈讉責批評俄羅斯政府抹黑與塞爾維亞敵對的阿爾巴尼亞以支持塞爾維亞這個長期盟友。另外由於阿爾巴尼亞人強烈且壓倒性親歐盟親美國立場，議會內絕大部分反對黨以及執政黨也同樣是帶有明顯的親歐親美反俄立場，使俄羅斯難以透過干預選舉或政變來推翻親美的阿爾巴尼亞政府。

### 再度交惡
早在2014年時候，阿爾巴尼亞政府與俄羅斯關係已明顯惡化，阿爾巴尼亞政府強烈反對俄羅斯俄羅斯吞併克里米亞及其破壞烏克蘭東部頓巴斯地區穩定的行動。阿爾巴尼亞當局對俄羅斯日益增加的權力部署感到擔憂，並表示：西方需要以堅定和統一的方式應對俄羅斯在烏克蘭的行動。

### 俄羅斯入侵烏克蘭
2022年2月中旬的開戰前夜，俄羅斯外交部長謝爾蓋·拉夫羅夫指責阿爾巴尼亞和另外兩個巴爾幹國家向烏克蘭的頓巴斯衝突派遣僱傭軍，這些說法被阿爾巴尼亞官員拒絕。
隨著俄羅斯入侵烏克蘭戰爭爆發，先前阿爾巴尼亞與俄羅斯的冷淡關係更變得相當惡劣，而阿爾巴尼亞政府領導層已立即作出強烈回應，包括前任阿爾巴尼亞總統伊利爾·梅塔，阿爾巴尼亞現任總統巴伊拉姆·貝加伊阿爾巴尼亞現任總理埃迪·拉馬，歐洲和外交部長奧爾塔·夏奇卡 ，和駐聯合國大使 費里特·霍查共同發表聲明強烈譴責俄羅斯入侵烏克蘭。俄羅斯政府繼續承認烏克蘭頓巴斯的分離主義地區是獨立的，而阿爾巴尼亞政府強烈譴責俄羅斯嚴重違反了《明斯克協定》、國際法、聯合國憲章、布達佩斯備忘錄，以及烏克蘭的國家地位和邊界，並表示俄羅斯普京政權是威脅歐洲大陸安全的頭號敵人。
由於俄羅斯政府繼續入侵烏克蘭，加上俄軍多次對烏克蘭平民使用酷刑或非法處決（如布查大屠殺），甚至於同年9月下旬俄羅斯政府無視阿爾巴尼亞以至國際大部分國家強烈反對下，在烏克蘭南部和東部4個有俄軍非法佔領的州份舉辦所謂的烏克蘭俄佔區加入俄羅斯聯邦公投。阿爾巴尼亞政府決定加大力度向俄羅斯政府施壓，隨後阿爾巴尼亞與美國、英國等西方盟友一起表決將俄羅斯剔出聯合國人權理事會資格，該議案最終獲得通過。由於上述阿爾巴尼亞政府強烈反俄立場，這使阿爾巴尼亞和絕大部分巴爾幹國家被俄羅斯列入不友好國家之一，唯一一個沒有被俄羅斯列入不友好國家是親俄的塞爾維亞。
阿爾巴尼亞政府立即對所有俄羅斯聯邦政府高層（包括俄羅斯聯邦總統普京）、支持普京的政黨統一俄羅斯以及支持入侵烏克蘭的俄羅斯企業和商家實施大量經濟制裁法案，包括禁止俄羅斯所有航空公司飛往阿爾巴尼亞機場乃至領空、禁止俄羅斯人入境阿爾巴尼亞、禁止俄羅斯國營媒體（如俄羅斯衛星通訊社）在阿爾巴尼亞國內播放等等；另外阿爾巴尼亞政府亦向烏克蘭政府和烏克蘭軍隊提供更多人道支援和各種軍備，其目的旨在懲罰俄羅斯非法而粗暴入侵烏克蘭的舉動。
根據歐洲新聞台公佈的民調顯示，高達91%科索沃和阿爾巴尼亞兩地的阿爾巴尼亞人全力支持烏克蘭反抗俄羅斯軍事入侵，只有2%阿爾巴尼亞人支持俄羅斯軍事入侵烏克蘭，且高達90%阿爾巴尼亞人支持北約和歐盟制裁俄羅斯政府人物和企業，這使阿爾巴尼亞與波蘭一起成為全球對俄羅斯政府最反感的兩個國家。